# Four Tet
Kieran Hebden (Putney, Londen, 2 september 1977), beter bekend onder zijn artiestennaam Four Tet, is een Brits muzikant.
In de jaren 90 was Hebden lid van de post-rockband Fridge. Vanaf 1998 treedt hij solo op. Hij houdt zich veel bezig met het remixen van uitvoeringen van anderen, onder wie Aphex Twin, Radiohead en The xx. Hij produceerde twee albums van de psychedelische improvisatiegroep Sunburned Hand of the Man en maakte een aantal geïmproviseerde werken met de jazzdrummer Steve Reid. Hebden werkte ook samen met Burial en Thom Yorke.

## Discografie

### Studioalbums (als Four Tet)
| Album met hitnotering(en) in de Vlaamse Ultratop 200 albums | Datum van verschijnen | Datum van binnenkomst | Hoogste positie | Aantal weken | Opmerkingen |
| ----------------------------------------------------------- | --------------------- | --------------------- | --------------- | ------------ | ----------- |
| There Is Love In You                                        | 2010                  | 06-02-2010            | 83              | 5            |             |
| Beautiful Rewind                                            | 2013                  | 19-10-2013            | 152             | 3            |             |
| Morning/Evening                                             | 2015                  | 18-07-2015            | 94              | 4            |             |

- Dialogue (1999)
- Pause (2001)
- Rounds (2003)
- Everything Ecstatic (2005)
- Pink (2012)
- New Energy (2017)
- Sixteen Oceans (2020)
- Parallel (2020)

### Studioalbums (als Kieran Hebden)
- The Exchange Session Vol. 1 (2006)
- The Exchange Session Vol. 1 (2006)
- Tongues (2007)
- NYC (2008)

### Ep's
- Paws (2001)
- Everything Ecstatic Part 2 (2005)
- Ringer (2008)

- Bibliothèque nationale de France: cb14042399r (data)
- Gemeinsame Normdatei: 135502462
- International Standard Name Identifier: 0000 0003 6040 9302
- Library of Congress Control Number: no2007134008
- MusicBrainz: 3bcff06f-675a-451f-9075-99e8657047e8
- Nationale Bibliotheek van Tsjechië: xx0101895
- Virtual International Authority File: 276010199
- WorldCat: E39PBJycH4dyYbv7vBbJHD3bBP